# 為末大
為末 大（ためすえ だい、1978年5月3日 - ）は、広島市佐伯区出身の男子元陸上競技選手。400mハードル日本記録保持者で、現在はスポーツコメンテーター・タレント・指導者などで活動中。株式会社R.project取締役。株式会社侍 代表取締役。
2001年世界陸上エドモントン大会・2005年世界陸上ヘルシンキ大会の男子400mハードルにおいて、世界陸上選手権の2大会で銅メダルを獲得。またオリンピックには、2000年シドニー・2004年アテネ・2008年北京と、3大会連続で出場した。身長170cm、体重66kg。

## プロフィール
広島市立五日市中学校から広島県立広島皆実高等学校を経て法政大学経済学部卒。父方の祖母が被爆しており、為末自身は被爆3世にあたる。祖母は女学校時代に今の国体のような全国大会に出場したことがあり、亡くなる前に「走りたい」と言い残していたことから、自分の陸上との原点のようなものを見つけたと語っている。この祖母の弟、つまり大叔父が今西和男。
大学卒業後、大阪ガスに入社したが退社し、2004年からはアジアパートナーシップファンド(APF)に所属しプロ陸上選手となる。マネジメントについてはサニーサイドアップと契約している。代理人はCaroline Feith（沢野大地、池田久美子らの担当でもある）。2007年12月から3年間、APFグループのウェッジホールディングスの取締役も務め、タイへの投資に関する著書がある。
陸上競技の普及に積極的に取り組んでいる。2006年9月にクイズ$ミリオネアで1000万円を獲得。それを元手に翌年春、東京丸の内で東京ストリート陸上をプロデュースした。また「陸上競技の魅力をより多くの人に知ってもらいたい」との思いから、全国各地の小学校で様々な種目の選手と共に実演するイベントも企画している。
2008年、北京オリンピックに出場終了後、去就が注目されていたが、10月1日、「ボロボロになっても、行ける処まで走りたい」として、2012年のロンドンオリンピックを目指して現役を続行することを決めた。
2010年、一般社団法人アスリート・ソサエティを設立し代表理事の一人となる。
2011年、地元の広島にクラブチーム、「a-meme（エーミーム）」を設立し、所属先も変更になった。
2012年6月2日、ロンドンオリンピック出場の可否に関わらず、今季限りで引退する旨を述べた。同年6月8日、長居陸上競技場でおこなわれた日本選手権男子400メートル障害予選にて、2組で出場した為末はいきなり1台目のハードルを越えられず、右足を引っ掛けて転倒してしまう。完走するも組最下位に終わり、準決勝進出も絶たれたことで、現役引退を表明した。
2012年7月、地方地域の廃校や公共の宿泊施設を活用し、スポーツ合宿を中心とした宿泊事業を展開する株式会社R.projectの取締役に就任。8月、プロジェクト「為末大学」を開始。
2013年11月、かつて所属し取締役も務めていたアジアパートナーシップファンドが、金融商品取引法違反（偽計）の疑いで史上最高額となる41億円の課徴金の対象となったことが報道された。これに対し為末は「APFはスポンサーという認識だったので、私の肖像や著書がもし仮に私が認識していた意図と違う使われ方をされていたのであれば、残念に思います。私から他の方に投資を勧めたという事実は一切ございません。」と回答した。
2014年、東京大学先端科学技術研究センター特任研究員。
2015年4月、ブータン五輪委員会（BOC）のスポーツ親善大使に就任。五輪メダル獲得経験のない同国への支援を考えたと説明した。
同年8月、国立競技場整備計画経緯検証委員会委員。
2015年12月、株式会社コロプラの社外取締役に就任。
2017年8月、V・ファーレン長崎のフィジカルアドバイザーに就任。
2021年7月、国際連合機関であるUNITAR（国連訓練調査研究所）の親善大使に就任し、オンラインで記者会見を行った。同年、翌2022年より放送を開始するBSJapanextの番組審議会委員長に就任した。

## 経歴
- 1992年　全日本中学校選手権2年100mで7位入賞。
- 1993年　全日本中学校選手権100m・200mで優勝(11秒08・22秒00)。2冠を達成。国体少年B200mでは第2位(決勝21秒55、予選では21秒54の当時日本中学新)。ジュニアオリンピックではさらに日本中学記録（当時）を更新した(21秒36)。また、三種競技B（現在は廃止）で3354点(12m68(砲丸投)－6m90(走幅跳)－49秒07(400メートル競走))の日本中学記録保持者でもあり、400メートル競走の49秒07は実施競技は混成競技ではあったが、この年の中学最高記録でもある。1993年中学ランク1位であった種目は、100m、200m、400m、走幅跳、三種競技A(10秒7－12m64－1m83)、三種競技Bの計6種目。110mH、走高跳でも1993年中学ランク100位以内を達成している。
- 1994年　国民体育大会少年B100m・400mで2冠(10秒74・48秒24)。
- 1996年　インターハイで400mの日本ジュニア新記録（当時）(46秒27)を樹立して優勝。日本ジュニアでも400m優勝。世界ジュニア選手権代表に選出され400mと、4x400mR（1600mリレー走）に出場。400mでジュニア日本新記録（当時）(46秒03)を樹立して4位に入る、マイルでも2走をつとめ3分06秒01のジュニアアジア新記録で準優勝。10月に行われた地元の広島国体で400mと400mHでいずれも当時の日本高校新記録・日本ジュニア新記録をマークして優勝。400メートルハードルの49秒09は日本高校記録・ジュニア記録・当時の世界ジュニア歴代5位であった。
- 1997年　世界室内選手権で4×400mRに出場。2番手で走り、6位入賞に貢献。高校卒業後は法政大学に進学。入学直後の日本学生選手権では4x400mRの2走を務めて優勝。（1998年も制し2連覇。1998年は3走）
- 1998年　日本学生選手権400mH優勝（以後3連覇）
- 1999年　ユニバーシアード代表に選出され出場。準決勝進出を果たす。また、日本選手権400mHでは準優勝。
- 2000年　日本学生選手権で48秒47の日本学生新記録を樹立し、シドニーオリンピック代表に選出される。入賞が期待されたが、予選で先頭を走りながら終盤で強風にあおられて、9台目を引っ掛け転倒してしまい、準決勝進出を逸した（現役時代ハードル競技で転倒したのはこの1戦と、現役最後となる2012年日本選手権の2レースのみである）。日本選手権では2年連続の準優勝。
- 2001年　大学5年生になる。東アジア大会代表に選出され400mHと4x400mR（2走）に出場。マイルで優勝し400mHでも準優勝を果たす。8月にはカナダ・エドモントンで開かれた世界陸上の400mHに出場。準決勝で48秒10の日本新記録を樹立。決勝ではさらにタイムを縮め、47秒89で日本新記録をマーク。フェリックス・サンチェス（ドミニカ）・F・モーリ（イタリア）に次ぐ3位に入り、五輪・世界選手権を通じて日本人初の短距離種目の銅メダルを獲得する。日本選手権では初優勝を果たす（以後2005年まで5連覇）。
- 2002年　釜山アジア大会では400mHで3位に入り、銅メダルを獲得。4x400mRの決勝ではアンカーを務めたが、4位入賞に終わりメダル獲得はならなかった。
- 2003年　7月に父を亡くす。世界陸上パリ大会に出場。一度は予選落ちした。しかし、準決勝進出者の中から失格者（バーショーン・ジャクソン）が出たため、繰り上がりで準決勝進出を果たす。しかし、準決勝は組で7着に終わり、決勝進出を逸した。10月に大阪ガスを退社し、プロ選手として独立。
- 2004年　アテネオリンピックに出場。今度は準決勝で48秒46の好タイムで3着にくいこむ。しかし決勝進出は2着以内、タイムは2番目までだったため、タイムで4番目だった為末は決勝進出を逸する。しかし、ワールドアスレティックファイナルでは日本人としてトラック種目初出場を果たし6位入賞を果たす。
- 2005年　2月に朝原宣治・伊藤友広らとともにアメリカ合衆国アリゾナ州フラッグスタッフで高地合宿を行う。海外レースで優勝を重ね、好調を維持したまま世界陸上ヘルシンキ大会に臨んだ。豪雨でプログラムが中断および延長された悪条件の決勝レースであったが中盤までトップを走る。終盤でかわされたが48秒10のセカンドベストをマークし銅メダルを獲得した。
- 2006年　400mHを封印しスプリント能力の養成に専念。2007年大阪世界選手権・2008年北京オリンピックに照準を合わせる。5月には200mで、6月には100mで実に10年ぶりの自己新記録をマーク。12月中旬、497日ぶりにハードル練習を行った。
- 2007年8月25日、2007年世界陸上選手権（大阪）400mHで予選敗退。
- 2008年 日本選手権に出場し、400mHを49秒17で優勝。A標準記録を突破し北京オリンピック代表に選ばれた。しかし北京五輪本番での400Hは一次予選落ち、4x400mRで第2走者を担当するも予選落選に終わった。
- 2012年 日本選手権に出場し、400mHを57秒64で予選落ち。このレースを最後に現役引退を表明。

## 主な戦績
| 年     | 100mタイム         | 200mタイム           | 400mタイム                          | 400mハードルタイム                     | 戦績                                              | 戦績                                               |
| ------ | ------------------ | -------------------- | ----------------------------------- | -------------------------------------- | ------------------------------------------------- | -------------------------------------------------- |
| 1993年 | 10秒95             | 21秒36 ※当時中学記録 | 49秒07                              |                                        | 全日中100m、200m優勝 ジュニアオリンピック200m優勝 |                                                    |
| 1994年 | 10秒72             | 21秒82               | 48秒24                              |                                        | 国体100m、400m優勝                                |                                                    |
| 1995年 |                    | 21秒64               | 47秒79                              |                                        |                                                   |                                                    |
| 1996年 | 10秒62             | 21秒23               | 45秒94 ※日本高校歴代3位 ※自己ベスト | 49秒09 ※ジュニア日本記録、高校記録     | インターハイ400m優勝、国体400m、400mハードル優勝  | 世界ジュニア400m 4位 1600mリレー 2位（4走）        |
| 1997年 |                    |                      |                                     |                                        |                                                   | 世界室内1600mリレー 6位（2走）                     |
| 1998年 |                    |                      |                                     | 49秒19                                 |                                                   |                                                    |
| 1999年 |                    |                      |                                     | 49秒12                                 | 日本選手権400mハードル 2位                        | ユニバーシアード400mハードル 準決勝                |
| 2000年 |                    |                      |                                     | 48秒47 ※当時学生記録                   | 日本選手権400mハードル 2位                        | シドニーオリンピック400mハードル 予選              |
| 2001年 |                    |                      | 47秒17                              | 47秒89 ※日本記録、学生記録 ※自己ベスト | 日本選手権400mハードル 1位                        | エドモントン世界選手権400mハードル 3位（日本記録） |
| 2002年 |                    |                      |                                     | 48秒69                                 | 日本選手権400mハードル 1位                        | アジア大会400mハードル 3位                         |
| 2003年 |                    |                      |                                     | 48秒94                                 | 日本選手権400mハードル 1位                        | パリ世界選手権400mハードル 準決勝                  |
| 2004年 |                    |                      |                                     | 48秒46                                 | 日本選手権400mハードル 1位                        | アテネオリンピック400mハードル 準決勝              |
| 2005年 |                    |                      |                                     | 48秒10                                 | 日本選手権400mハードル 1位                        | ヘルシンキ世界選手権400mハードル 3位               |
| 2006年 | 10秒49 ※自己ベスト | 20秒97 ※自己ベスト   | 46秒41                              |                                        | 日本選手権400m 準決勝                             |                                                    |
| 2007年 |                    |                      |                                     | 48秒73                                 | 日本選手権400mハードル 1位                        | 大阪世界選手権400mハードル 予選                    |
| 2008年 |                    |                      |                                     | 49秒17                                 | 日本選手権400mハードル 1位                        | 北京オリンピック400mハードル 予選                  |
| 2009年 |                    |                      |                                     |                                        |                                                   |                                                    |
| 2010年 |                    |                      |                                     |                                        |                                                   |                                                    |
| 2011年 |                    |                      |                                     | 49秒89                                 |                                                   |                                                    |
| 2012年 |                    |                      |                                     | 57秒64                                 | 日本選手権400mハードル 予選2組 7位                |                                                    |

## メディア出演

### テレビ番組
- スポーツクライシス 〜香取慎吾×真実のアスリートたち〜（関西テレビ、2010年12月12日）
- 情報プレゼンター とくダネ!（2012年8月6日・8月10日、2013年木曜日コメンテーター、フジテレビ）
- ミ・ラ・イIII〜小さな希望たちの讃歌（アンセム）〜（2012年9月、BSフジ） - レポーター（取材先：ミャンマー）
- 為末大が読み解く!勝利へのセオリー（NHK BS1　2013・4）-　司会＜冠番組＞
- NEWS WEB（NHK総合テレビ　2013・4）-　2期生・木曜日ネットナビゲーター＜コメンテーター＞、2014年度からは祝日に出演する。
- スタジオパークからこんにちは（2013年5月16日、NHK総合テレビ）
- NHKソチパラリンピック放送（2014年3月、NHK総合テレビ及びNHK Eテレ各番組） - ナビゲーター
- アクロス・ザ・ボーダー〜心の壁を乗り越えて〜 クロアチア／ボスニア・ヘルツェゴビナ（2014年3月26日、NHK総合テレビ） - 旅人
- 経済フロントライン(2015年5月16日、NHKBS1) - ゲスト及び未来人の言葉プレゼンター
- ラウンドちゅうごく 為になるテレビ（NHK総合） - MC
- Live News it! （2019年10月21日 - 、フジテレビ） - コメンテーター
- こころの時代「瞑想でたどる仏教〜心と身体を観察する」（2021年4月18日、NHK Eテレ）- 東京大学教授 蓑輪顕量 氏との対談[17]。

### ラジオ番組
- Jam the WORLD（2015年4月3日 - 、J-WAVE） - 金曜日ナビゲーター

### 音声講義
- 『限界をどう超えるか』(VOOX、2022/5)
- 『自立心とは何か』(VOOX、2022/7)
- 『熟達論』(VOOX、2022/10)

### CM
- アサヒビール アサヒスーパードライ（2005年）
- NIKE AIR MAX 360（2006年）
- TBCグループ（2007年）
- ソフトバンクモバイル（2015年）

## 著書

### 単著
- 『インベストメントハードラー』（講談社、2006/7）
- 『日本人の足を速くする』（新潮社、2007/5）
- 『為末大　走りの極意』（ベースボールマガジン社、2007/8）
- 『走る哲学』（扶桑社〔扶桑社新書〕、2012/7）
- 『走りながら考える』（ダイヤモンド社、2012/11）／〔文庫版〕（KADOKAWA、2016）
- 『〔DVD付き〕為末式かけっこメソッド：子どもの足を速くする！』（扶桑社、2013/4）
- 『「遊ぶ」が勝ち：『ホモ・ルーデンス』で、君も跳べ！』（中央公論新社、2013/5）／〔新書版〕（中央公論新社〔中公新書ラクレ〕、2020）
- 『負けを生かす技術』（朝日新聞出版、2013/5）／〔文庫版〕（朝日新聞出版〔朝日文庫〕、2013/5）
- 『為末大DAI STORY：栄光と挫折を繰り返した天才アスリートの半生』（出版芸術社、2013/7）
- 『諦める力：勝てないのは努力が足りないからじゃない』（プレジデント社、2013/5）
- 『逃げる自由：〈諦める力2〉』（プレジデント社、2016/5）
- 『限界の正体：自分の見えない檻から抜け出す法』（SBクリエイティブ、2016/7）／〔改題・再編集〕『心のブレーキを外す。：「限界の正体」を知り、「思い込みの檻」から抜け出す法』（三笠書房、2018）
- 『生き抜くチカラ：ボクがキミに伝えたい50のことば』（日本図書センター、2019）（絵：まつおかたかこ）
- 『ウィニング・アローン：自己理解のパフォーマンス論』（プレジデント社、2020/5）
- 『為末メソッド：自分をコントロールする100の技術』（日本図書センター、2021/6）
- 『熟達論：人はいつまでも学び、成長できる』（新潮社、2023/7）

### 共著
- 『決断という技術』（日本経済新聞出版社、2012/6）
- （南直哉共著）『禅とハードル』（サンガ、2013/2）
- （中原淳共著）『仕事人生のリセットボタン：転機のレッスン』（筑摩書房〔ちくま新書〕、 2017/7）
- 『為末大の未来対談：僕たちの可能性ととりあえずの限界の話をしよう』（プレジデント社、2015/12）／〔文庫版〕（小学館、2018）
- （下條信輔共著）『自分を超える心とからだの使い方：ゾーンとモチベーションの脳科学』（朝日新聞出版〔朝日新書〕、2021/6）
- （今井むつみ共著）『ことば、身体、学び：「できるようになる」とはどういうことか』（扶桑社〔扶桑社新書〕、2023/9）